# Anja Spasojević
Anja Spasojević (Belgrado, 4 luglio 1983) è un'ex pallavolista serba che giocava nel ruolo di schiacciatrice.

## Carriera
La carriera di Anja Spasojević inizia nel 1998, tra le file della Stella Rossa. Rimane con questo club per sei stagioni, in cui si aggiudica tre volte il campionato serbo-montenegrino ed una volta la Coppa di Serbia e Montenegro.
Nella stagione 2004-05 viene ingaggiata dall'Asystel Volley. Con l'Asystel Volley vince una Supercoppa italiana, una Coppa di Lega, una Top Teams Cup e ottiene un terzo posto in Coppa CEV, occasione in cui riceve il premio per il miglior servizio. Dal 2005, viene convocata in nazionale, con cui ha vinto la medaglia di bronzo prima al Trofeo Valle d'Aosta 2005, poi al campionato mondiale del 2006 e la medaglia d'argento al campionato europeo dell'anno successivo.
Nella stagione 2007-08 gioca nella Lega Nazionale A svizzera col Volero Zürich, aggiudicandosi scudetto e coppa nazionale. A causa di dissapori col commissario tecnico Zoran Terzić, rinuncia alla nazionale, senza escludere un suo possibile ritorno in futuro, saltando così i Giochi della XXIX Olimpiade.
Nel 2008, viene ingaggiata dal Fenerbahçe Spor Kulübü, con cui si aggiudica il campionato turco. Nella stagione successiva va a giocare in Russia, nel Volejbol'nyj klub Universitet-Technolog, concludendo la stagione con una inattesa retrocessione.
Nella stagione 2010-11 si trasferisce in Francia, nel Racing Club de Cannes, con il quale vince due Coppe di Francia e due scudetti.
Nella stagione 2012-13 torna nuovamente in Italia, ingaggiata dall'Universal Volley Modena; nel febbraio 2013, in seguito alla chiusura per problemi economici del suo club, passa al Volejbol'nyj klub Ufimočka, in Russia, per concludere la stagione. La stagione successiva passa alla Ženskij volejbol'nyj klub Dinamo Krasnodar, con la quale conclude la propria carriera agonistica nel 2014.

## Palmarès

### Club
- Campionato serbo-montenegrino: 3

2001-02, 2002-03, 2003-04
- Campionato svizzero: 1

2007-08
- Campionato turco: 1

2008-09
- Campionato francese: 2

2010-11, 2011-12
- Coppa di Serbia e Montenegro: 1

2002
- Coppa di Svizzera: 1

2007-08
- Coppa di Francia: 2

2010-11, 2011-12
- Supercoppa italiana: 1

2005
- Coppa di Lega: 1

2007
- Top Teams Cup: 1

2005-06

### Nazionale (competizioni minori)
- Trofeo Valle d'Aosta 2005

### Premi individuali
- 2007 - Coppa CEV: Miglior servizio
- 2011 - Ligue A: Miglior schiacciatrice